# David Monsalve
David Andres Monsalve (North York, Ontario, Canadá; 21 de diciembre de 1988) es un futbolista colombo-canadiense. Juega como portero y su equipo actual es el Club Social y Deportivo Xelajú Mario Camposeco de la Liga Nacional de Guatemala.

## Trayectoria
Monsalve debutó en la MLS y profesional el 29 de julio de 2007 contra el Chicago Fire. Él es el portero más joven en debutar en la MLS. También fue el portero en un partido amistoso contra el Aston Villa un par de días antes. Aunque ambos partidos se perdieron, logró impresionar a su entrenador y los aficionados con sus habilidades, la temporada siguiente pasó al Nort York Astros de la Canadian Soccer League.
Probó en Noruega con el Lillestrøm SK y más tarde firmó con el FC Inter Turku de Finlandia por tres temporadas. Debutó en la Veikkausliiga el 1 de julio contra Tampere United; el 31 de octubre de 2009, Monsalve lograría ganar el trofeo de la Copa de Finlandia por primera vez para el FC Inter Turku jugando todo el partido en la victoria 2-1 de su equipo ante el Tampere United.
El 3 de agosto de 2011 fichó por el FC Edmonton de la North American Soccer League y renovó en 2012, la temporada 2013-14 defendió al AC Oulu y para 2015 llegó al América de Cali. Debutó con el equipo colombiano el 21 de enero contra el Deportivo Pereira en la liguilla de ascenso.
Monsalve fichó por el Suchitepéquez de Guatemala en enero de 2016, y debutó días después. Es el primer portero canadiense en jugar profesionalmente en el país. Ese año ganó el título del Torneo Clausura 2016  con los venados.
Luego de un paso por Suecia y Finlandia, el jugador regresó a Canadá y fichó por el Vaughan Azzurri de la League1 Ontario en agosto de 2017. 
El 12 de febrero de 2018 fichó por el Ottawa Fury FC de la USL luego de estar a prueba en el club durante dos semanas. Renovó su contrato con el club en noviembre de 2018.

## Selección nacional
En julio de 2007 fue miembro de la selección de fútbol de Canadá que compitió en la Copa Mundial Sub-20 de 2007 en Canadá. En 2008 hizo parte de la selección nacional de fútbol de Canadá Sub-23 qué había logrado el tercer lugar del Preolímpico de Concacaf de 2008.
El 31 de enero de 2010 disputó su primer partido internacional de mayores ante Jamaica.

## Clubes
| Club                    | País      | Año             |
| ----------------------- | --------- | --------------- |
| Toronto F.C.            | Canadá    | 2006 - 2008     |
| Nort York Astros        | Canadá    | 2008 - 2009     |
| FC Inter Turku          | Finlandia | 2009 - 2011     |
| FC Sinimustat           | Finlandia | 2009 - 2010     |
| FC Edmonton             | Canadá    | 2011 - 2012     |
| AC Oulu                 | Finlandia | 2013 - 2014     |
| América de Cali         | Colombia  | 2015            |
| Deportivo Suchitepéquez | Guatemala | 2016            |
| FC Inter Turku          | Finlandia | 2016 - 2017     |
| Husqvarna FF            | Suecia    | 2017            |
| Vaughan Azzurri         | Canadá    | 2017            |
| Ottawa Fury FC          | Canadá    | 2018 - 2020     |
| Xelajú MC               | Guatemala | 2020 - Presente |

## Palmarés

### Campeonatos nacionales
| Título                               | Club              | País      | Año  |
| ------------------------------------ | ----------------- | --------- | ---- |
| Copa de Finlandia                    | FC Inter Turku    | Finlandia | 2009 |
| Liga Nacional de Fútbol de Guatemala | CSD Suchitepequez | Guatemala | 2016 |